# Осушка (приток Осуги)
Осушка — река в России, протекает по Оленинскому и Ржевскому районам Тверской области. Устье реки находится в 75 км от устья реки Осуги по левому берегу. Длина реки составляет 18 км, площадь водосборного бассейна — 56,6 км².

## Данные водного реестра
По данным государственного водного реестра России относится к Верхневолжскому бассейновому округу, водохозяйственный участок реки — Вазуза от истока до Зубцовского гидроузла, без реки Яуза до Кармановского гидроузла, речной подбассейн реки — Волга до Рыбинского водохранилища. Речной бассейн реки — (Верхняя) Волга до Куйбышевского водохранилища (без бассейна Оки).
Код объекта в государственном водном реестре — 08010100312110000001371.